# 중정석

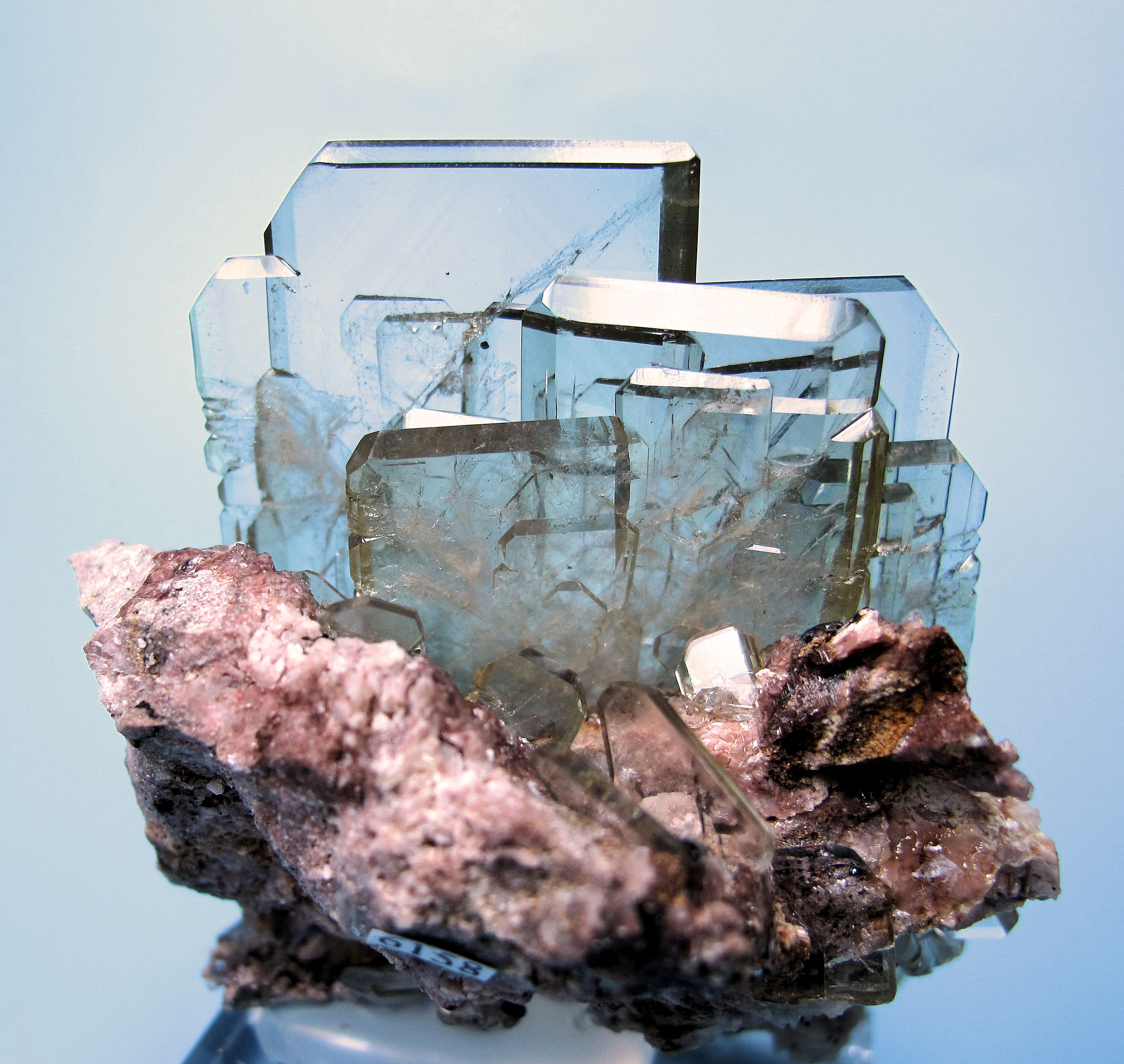

중정석(重晶石, barite)은 황산바륨(BaSO4) 광물이다. 바륨을 추출하는 가장 주된 원료다. 천청석, 황산연광, 무수석고와 함께 중정석군(baryte group)이라는 광물군을 이룬다.